# Tvååkers distrikt
Tvååkers distrikt är ett distrikt i Varbergs kommun och Hallands län. 
Distriktet ligger vid kusten, söder om Varberg. 

## Tidigare administrativ tillhörighet
Distriktet inrättades 2016 och utgörs av socknen Tvååker i Varbergs kommun.
Området motsvarar den omfattning Tvååkers församling hade vid årsskiftet 1999/2000.